# Ilanz
Ilanz (em romanche: Glion) foi uma comuna da Suíça, no Cantão Grisões, com cerca de 2.559 habitantes. Estendia-se por uma área de 4,50 km², de densidade populacional de 569 hab/km². Confinava com as seguintes comunas: Castrisch, Flond, Luven, Rueun, Ruschein, Schluein, Schnaus e Sevgein.
As línguas oficiais nesta comuna eram o alemão e o romanche.

## História
Em 1 de janeiro de 2009, passou a formar parte da nova comuna de Ilanz/Glion.

## População
| Idiomas em Ilanz/Glion |               |               |               |               |               |               |
| Idioma                 | Censo de 1950 | Censo de 1950 | Censo de 1990 | Censo de 1990 | Censo de 2000 | Censo de 2000 |
| Idioma                 | Número        | %             | Número        | %             | Número        | %             |
| Romanche               | 820           | 50 %          | 912           | 40 %          | 813           | 35 %          |
| Alemão                 | 738           | 45 %          | 1.141         | 50 %          | 1.184         | 51 %          |
| Italiano               | 82            | 5 %           | 228           | 10 %          | 325           | 14 %          |
| Habitantes             | 1.640         | 100 %         | 2.282         | 100 %         | 2.322         | 100 %         |